# Sant'Agata Bolognese
Sant'Agata Bolognese é uma comuna italiana da região da Emília-Romanha, província de Bolonha, com cerca de 5.955 habitantes. Estende-se por uma área de 34 km², tendo uma densidade populacional de 175 hab/km². Faz fronteira com Castelfranco Emilia (MO), Crevalcore, Nonantola (MO), San Giovanni in Persiceto.
É famosa por sediar o fabricante de automóveis superesportivos Lamborghini.

## Demografia
| Variação demográfica do município entre 1861 e 2011                               |
|                                                                                   |
| Fonte: Istituto Nazionale di Statistica (ISTAT) - Elaboração gráfica da Wikipedia |